# Panthalassa

Pangea delas upp, och kontinenterna glider isär.

Panthalassa var den enorma ocean som en gång i tiden omgav superkontinenten Pangaea, vilken existerade för cirka 300–200 miljoner år sedan. När Pangea bröts upp i dagens kontinenter delades Panthalassa upp i Norra ishavet, Indiska oceanen, Atlanten och Stilla havet. Stilla havet kan sägas vara den sista resten av Panthalassa, som även kallas Paleo-Stilla havet eller Proto-Stilla havet (Gamla stilla havet).
Namnet, som är grekiska och betyder "allt hav", myntades 1893 av tyske geologen Eduard Suess.

### Fotnoter
1. ↑  ”Vad är Panthalassa?”. Allt om vetenskap. 26 april 2016. http://www.alltomvetenskap.se/nyheter/vad-ar-panthalassa. Läst 16 september 2017.
2. ↑  ”Panthalassa”. Online Etymology Dictionary. http://www.etymonline.com/index.php?term=Panthalassa&allowed_in_frame=0.